# آسپن
آسپن (انگلیسی: Aspen) شرکت داروسازی در آفریقای جنوبی است، که در سال ۱۸۵۰ تأسیس شد.